# Britstown
Britstown egy kisebb mezőgazdasági település Cape tartományban, Dél-Afrika területén. Pixley ka Seme kerületi önkormányzat irányítása alatt áll.

## Történet
A város névadója Hans Brits, aki elkísérte David Livingstonet egy afrikai útjára, és nagy segítséget nyújtott neki. Brits ezen a helyen telepedett le, és később egy nagy farmot vett a helyen. A kis településnek (néhány farm) már korábban is volt neve amely Gemsbokfontein volt, de ezt Brits letelepedése után néhány évvel megváltoztatták.
1877-ben megépült a városközpont és a templom, ám ezek mind Brits farmján épültek.
A városban 1961-ben egy árvíz lerombolta a több évtizede épült gátat, amelyet a város vezetősége 1964-ben épített újjá.
A Britstownhoz közeli nagyobb város De Aar amely 50 km-re keletre található. Más nagyvárosok még Johannesburg és Fokváros amelyek mind 700 km-re találhatók innen.
A településre ma igen sokan látogatnak el, igen jelentős a turizmus.

## Lásd még
- Dél-afrikai Köztársaság